# Plante d'intérieur

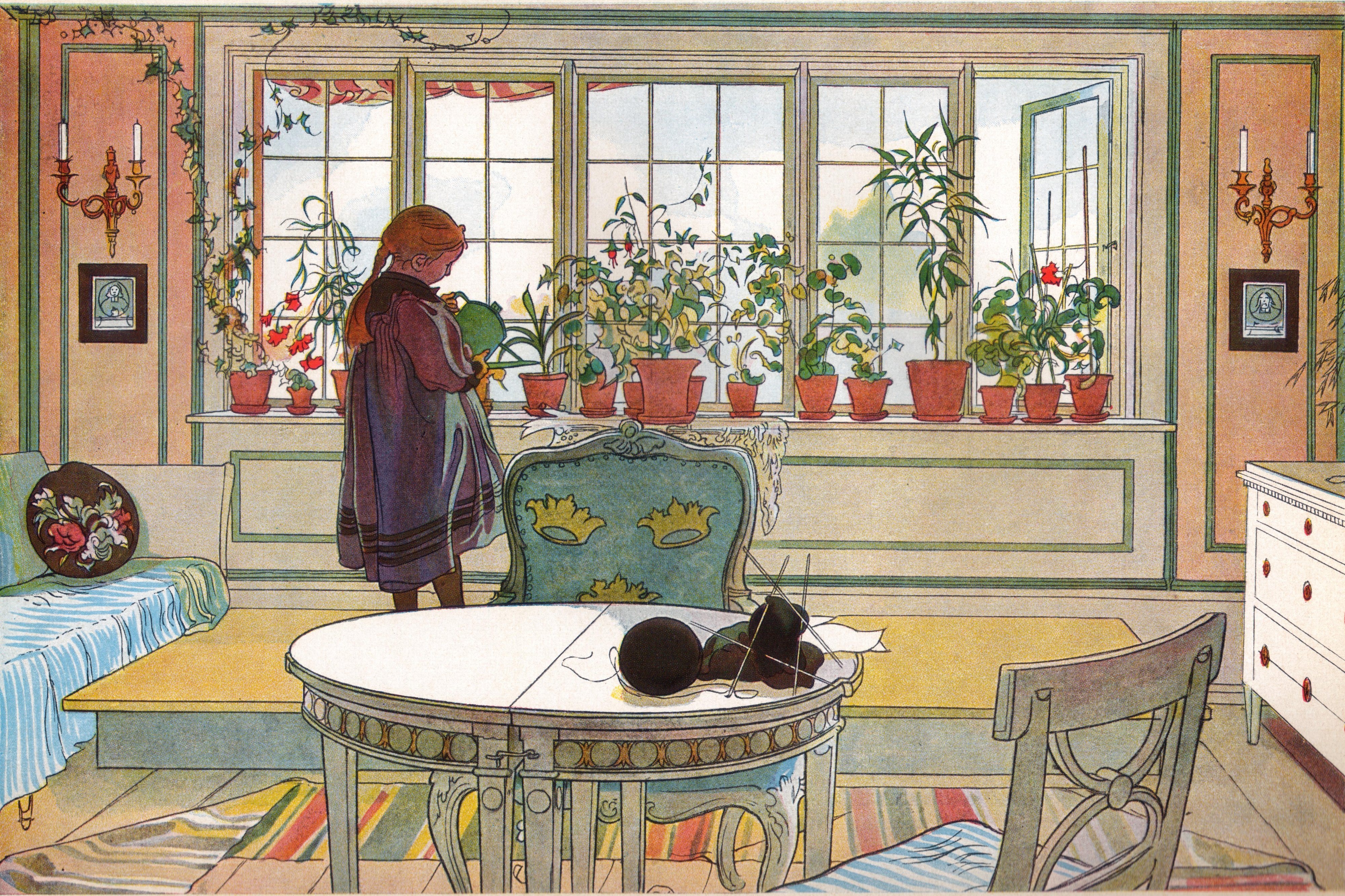
Aquarelle de Carl Larsson (1894) montrant un alignement de plantes en pots devant une baie vitrée.

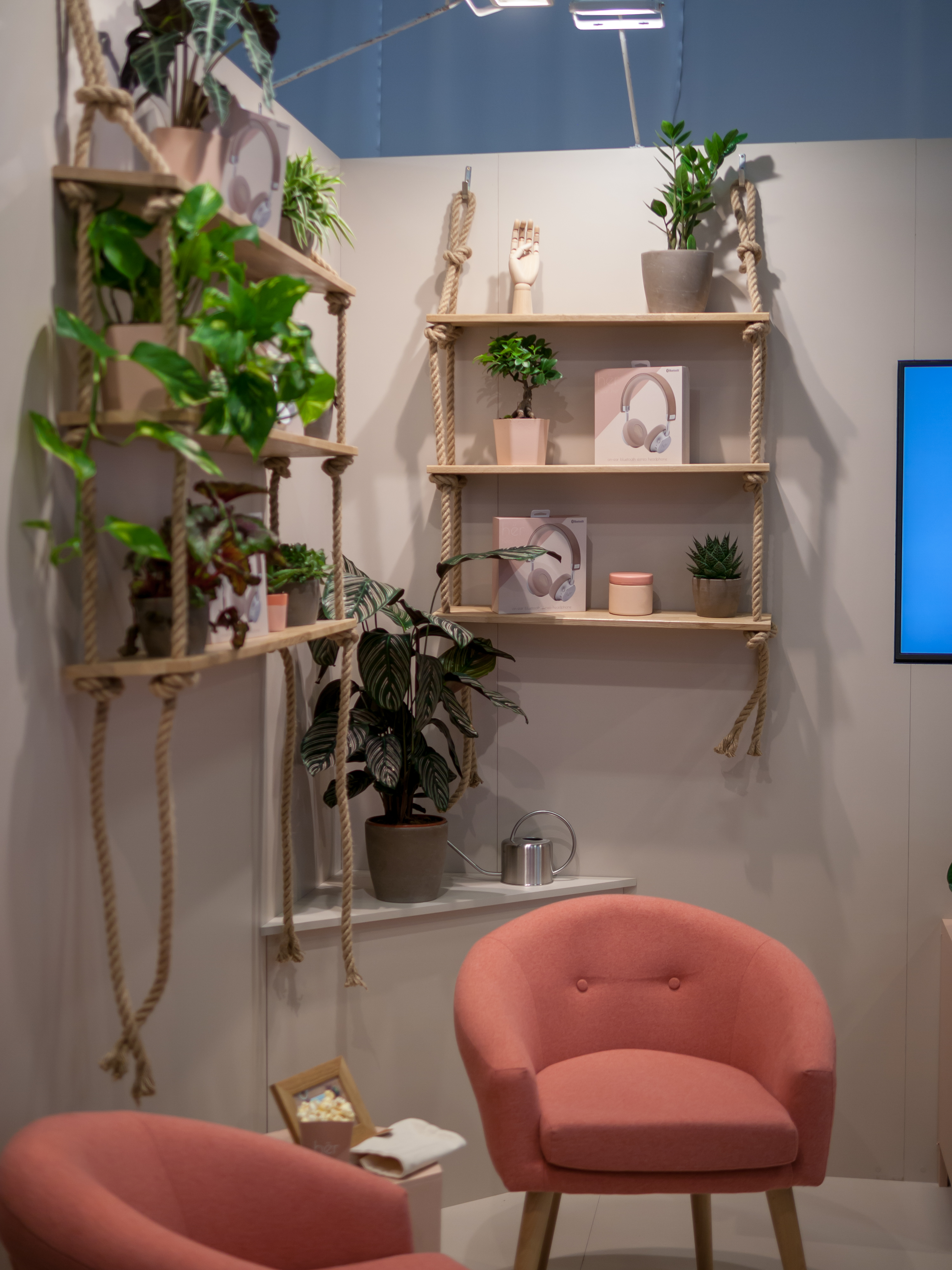
Plantes vertes d'intérieur

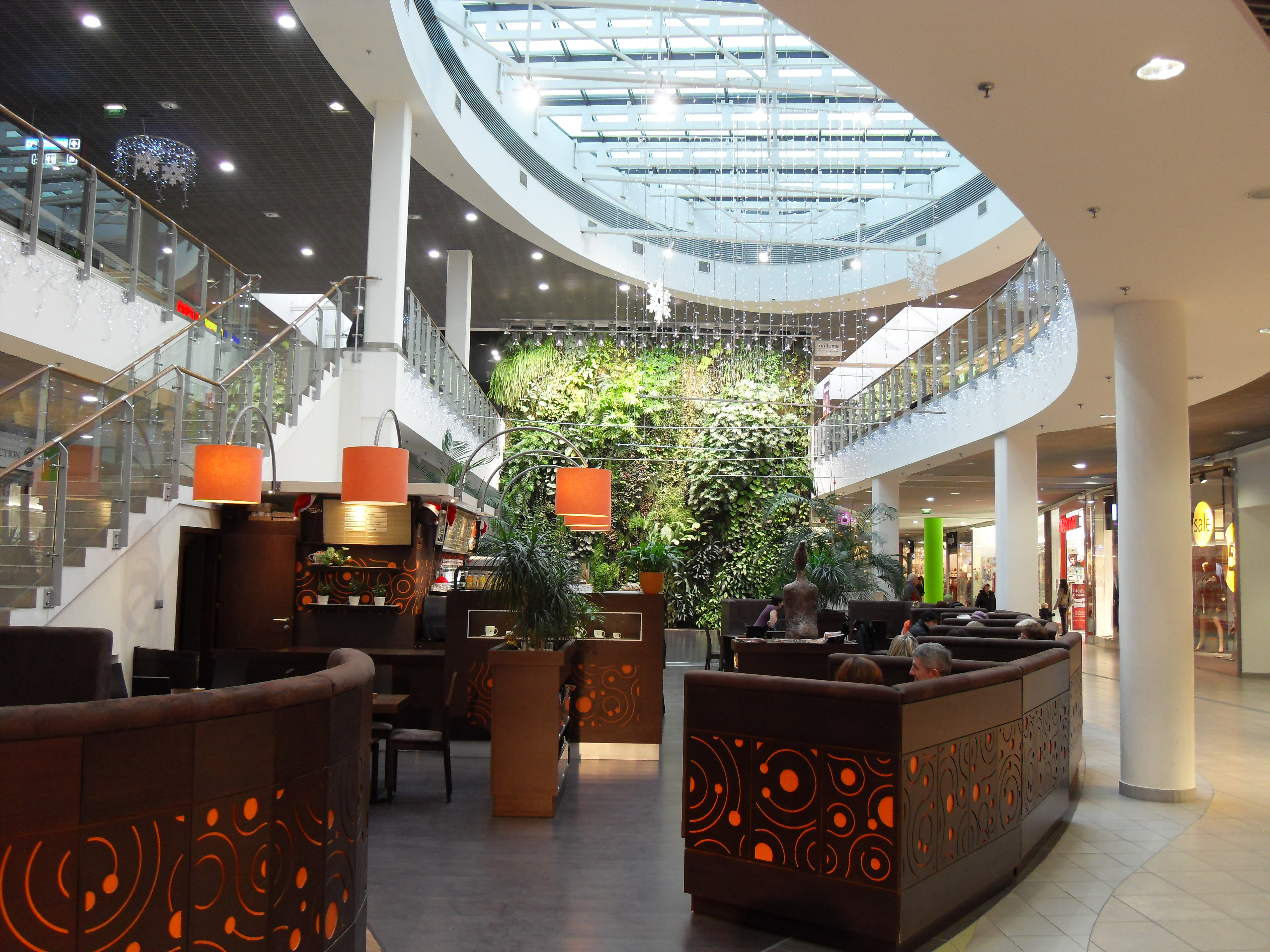
Plantes en pot, jardinière et mur végétalisé dans une galerie marchande.

Les plantes d'intérieur ou plantes d'appartement sont des plantes cultivées en pot, jardinière ou mur végétalisé, destinées à l'ornement des domiciles, locaux de bureaux, entreprises, halls d'expositions, etc. Il s'agit de plantes appartenant à des familles botaniques très diverses, choisies au fil du temps, pour leur intérêt décoratif, pour leur facilité de culture et d'entretien, pour leur capacité d'adaptation à un milieu intérieur souvent insuffisamment éclairé, parfois surchauffé et sec. Ce sont très souvent des espèces d'origine tropicale.

## Origine des plantes d'appartement

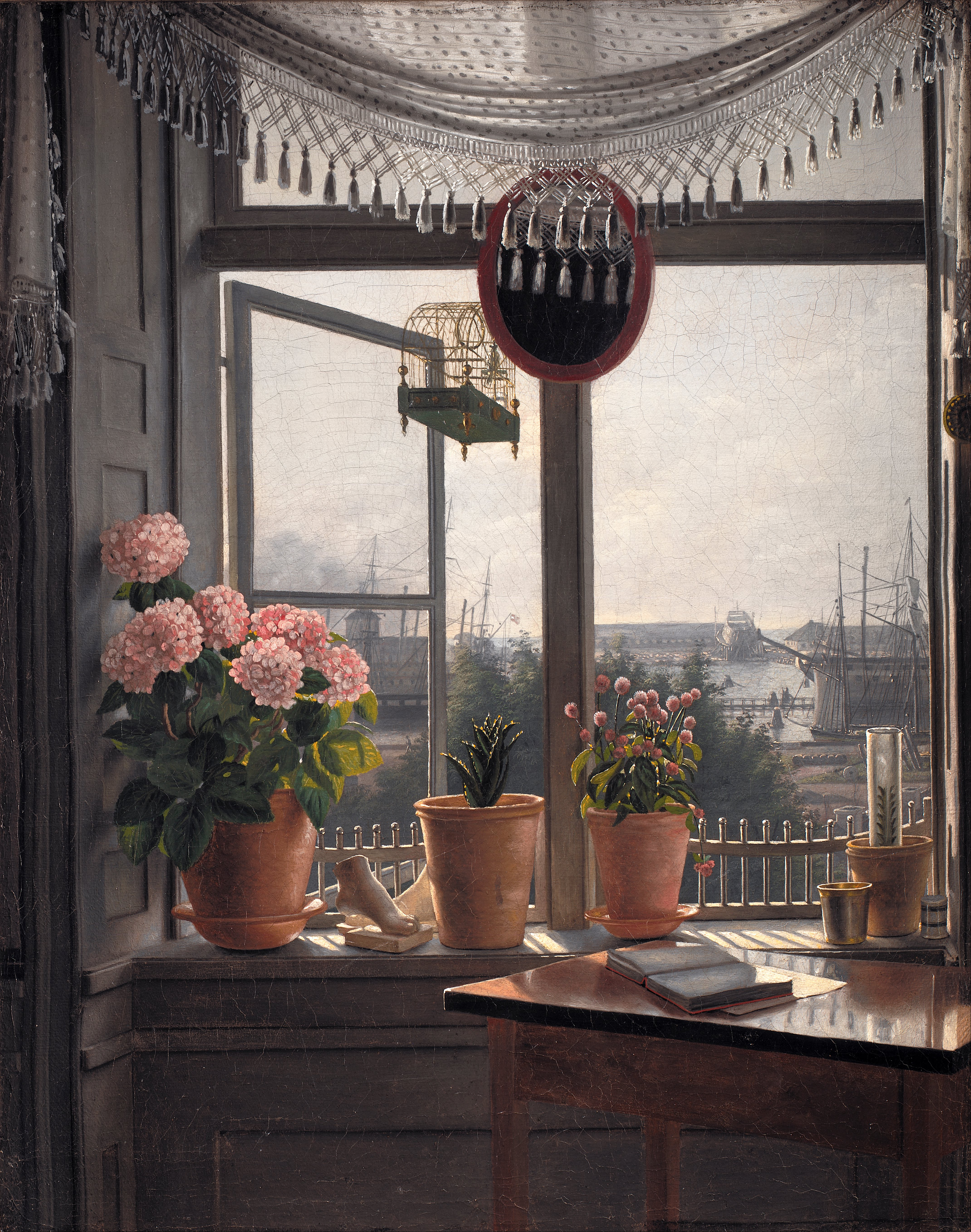
Huile sur toile de Martinus Rørbye (1825).

La très grande majorité des plantes « d'intérieur » sont originaires des régions tropicales et subtropicales du globe, ce qui explique qu'elles réclament une humidité atmosphérique importante et ne supportent pas le gel ou les différences de températures élevées (par exemple ouverture de fenêtres l'hiver).

## Culture

### Lumière
Pour qu'une plante se développe, la lumière est indispensable. La quantité de lumière que laisse passer une fenêtre n'est qu'une fraction de celle qui se répand à l'extérieur. À l'intérieur, il est donc plus facile de cultiver des plantes qui se contentent d'un faible éclairement (comme les fougères), donc à distance d'une fenêtre est/sud, ou près d'une fenêtre nord (une lumière trop forte endommagerait leur feuillage). Beaucoup d'autres espèces aimeront la lumière forte.
Cependant, la plupart des plantes d'intérieur craignent , en été, le soleil direct de midi qui peut brûler les feuilles.
Plus elles sont vert foncé, plus elles ont de chance de pouvoir vivre sous un faible éclairage.
Les besoins en lumière des plantes d'intérieur sont décrits pour chaque espèce dans la littérature et sur internet.

Fonctionnement : la lumière permet à la plante d'effectuer la photosynthèse grâce à ses feuilles qui contiennent de la chlorophylle.

### Humidité
Les plantes d'intérieur d'origine tropicale demandent généralement une humidité de l'air de 60 à 70 % environ alors qu'en hiver, dans une pièce normalement chauffée, cette humidité dépasse rarement 50 %. Ces plantes devront être pulvérisé 1 fois par jour, et pour certaines espèces comme les fougères il faudra maintenir dans la coupelle sous leur pot des gravillons humides. Par contre, les plantes grasses d'intérieur sont bien adaptées à une atmosphère sèche.

### Substrat
De la terre, ou du terreau, ainsi que, selon les besoins de la plante, de la tourbe, de la sphaigne, de l'argile, du calcaire, du sable, etc.
Des billes d'argile cuite et d'autres matières hydrophiles peuvent également être utilisées.
L'apport en engrais est adapté aux besoins de la plante et au substrat dans lequel elle croît.
Les pots non poreux tels que les pots glacés ou en plastique tendent à garder l'humidité plus longtemps et à limiter le flux d'air. Les trous de drainage s'avèrent par ailleurs nécessaires. Habituellement les pots contiennent des trous dans le fond pour permettre à l'excès d'eau de sortir, afin d'empêcher la putréfaction de la racine. Il faut laver les vieux pots complètement pour tuer les bactéries qui peuvent rester.
Une méthode alternative de mise en pot / rempotage, qui laisse en même temps créer, à l'intérieur du pot, un consistant réservoir d’eau, suffisant au moins pour quatorze jours, consiste en l'utilisation d'un dispositif scellé en matériel perméable, qui contient à l’intérieur tout le nécessaire pour l'entretien et le drainage des plantes ornementales.

### Fertilisation
Pour bien pousser, toutes les plantes d'intérieur ont besoin d'être fertilisées. Au moment de l'achat, elles contiennent en général de bonnes réserves de nourriture qui s'épuiseront avec le temps et il est nécessaire de les renouveler. La plante a besoin de trois éléments chimiques présents dans la nature : azote (N), phosphore (P) et potassium (K) (d'autres minéraux sont nécessaires mais en quantité beaucoup moindre). Les engrais se présentent sous des formes diverses : liquides, poudres, cristaux, granules, comprimés ou bâtonnets. Les plus faciles à utiliser sont les liquides, les poudres, ou les cristaux solubles qu'on verse directement dans l'eau d'arrosage. 
Quand fertiliser ? Les plantes d'intérieur nouvellement achetées ou rempotées n'ont pas besoin d'engrais immédiatement. En effet, si la plante est dans un mélange à base de terreau elle n'exigera pas d'engrais avant trois mois. De plus on ne fertilisera qu'en période de croissance, car en période de repos (l'hiver) il y aurait un phénomène de croissance maladive délétère, en période de repos la plante doit se reposer.
Combien ? La fréquence de fertilisation pour chaque espèce est décrite dans la littérature et sur internet. Si on veut une croissance plus lente il suffira de fertiliser moins. Trois ou quatre apports d'un engrais ordinaire en période de croissance suffisent à garder une plante en bonne santé à condition de renouveler régulièrement le message terreux.
À noter que l'engrais est une nourriture et non un remède, il ne faut pas fertiliser une plante si elle semble malade. Il convient de voir si l'état de la plante n'est pas dû à des écarts de température ou à des erreurs de culture.

### Le cycle de végétation
Le cycle de végétation le plus familier aux habitants de la zone tempérée est celui des arbres à feuillage caduc. En effet, personne n'est surpris de voir un hêtre ou un érable perdre ses feuilles à l'automne pour se remettre à bourgeonner au printemps suivant ; on sait qu'il obéit à un cycle végétatif comportant l'alternance d'une période de croissance qui va du printemps à l'automne, et d'une période de repos hivernal, cycle engendré par les variations saisonnières de température. 
Même si elles ne perdent pas leurs feuilles, un grand nombre de plantes sont soumises elles aussi à un cycle de végétation comprenant l'alternance de repos et de croissance. Lorsqu'elles sont cultivées à l'intérieur, elles risquent d'être privées de leur repos annuel. Plusieurs peuvent même mourir, quand par des apports de chaleur artificielle et d'engrais, on les maintient en état de croissance toute l'année. Par exemple les plantes de la zone tempérée comme le lierre (Hedera) seront en hiver privés d'engrais, arrosés parcimonieusement et on les gardera de préférence dans un endroit frais.

### Pot

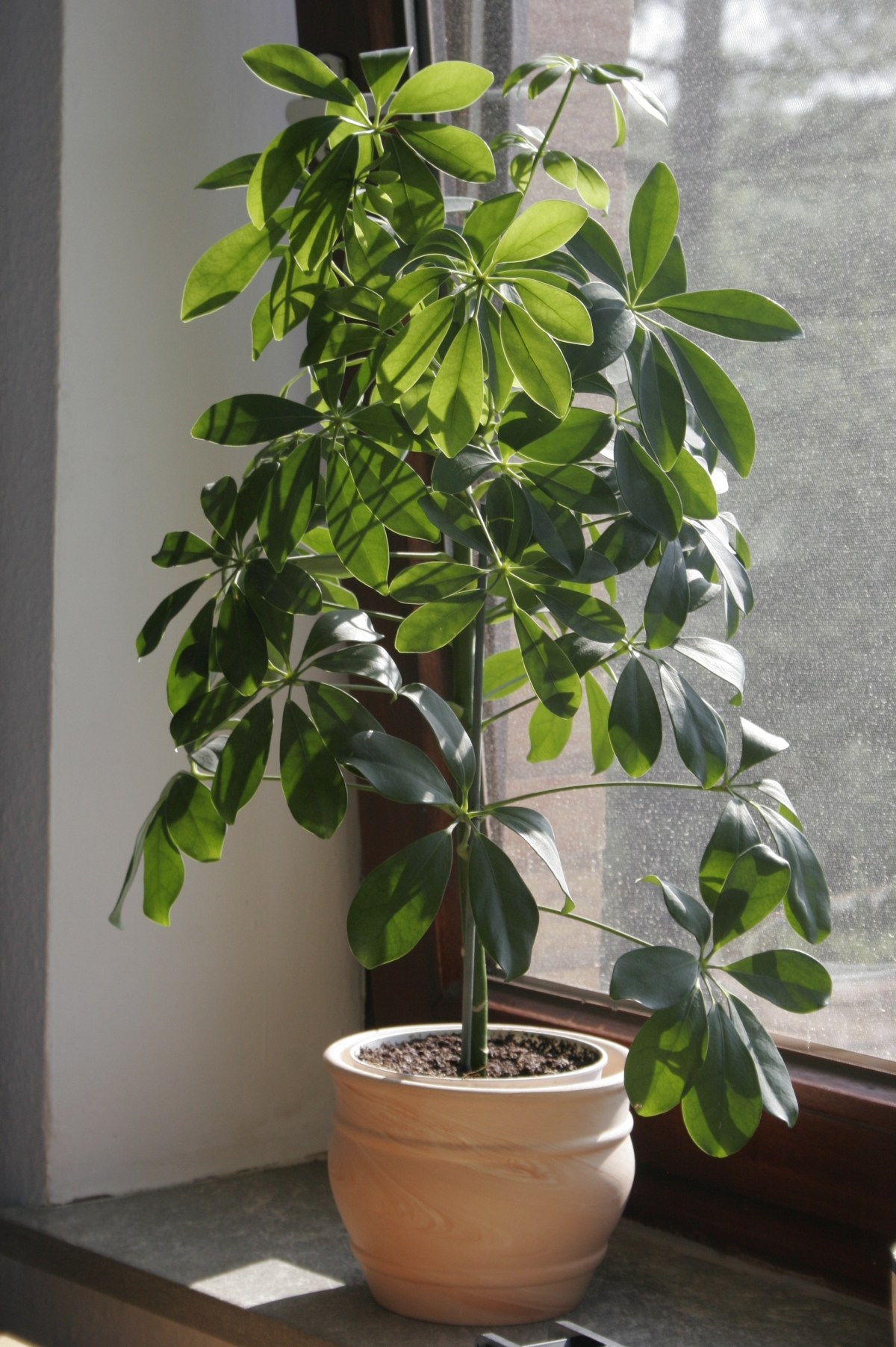
Schefflera actinophylla.

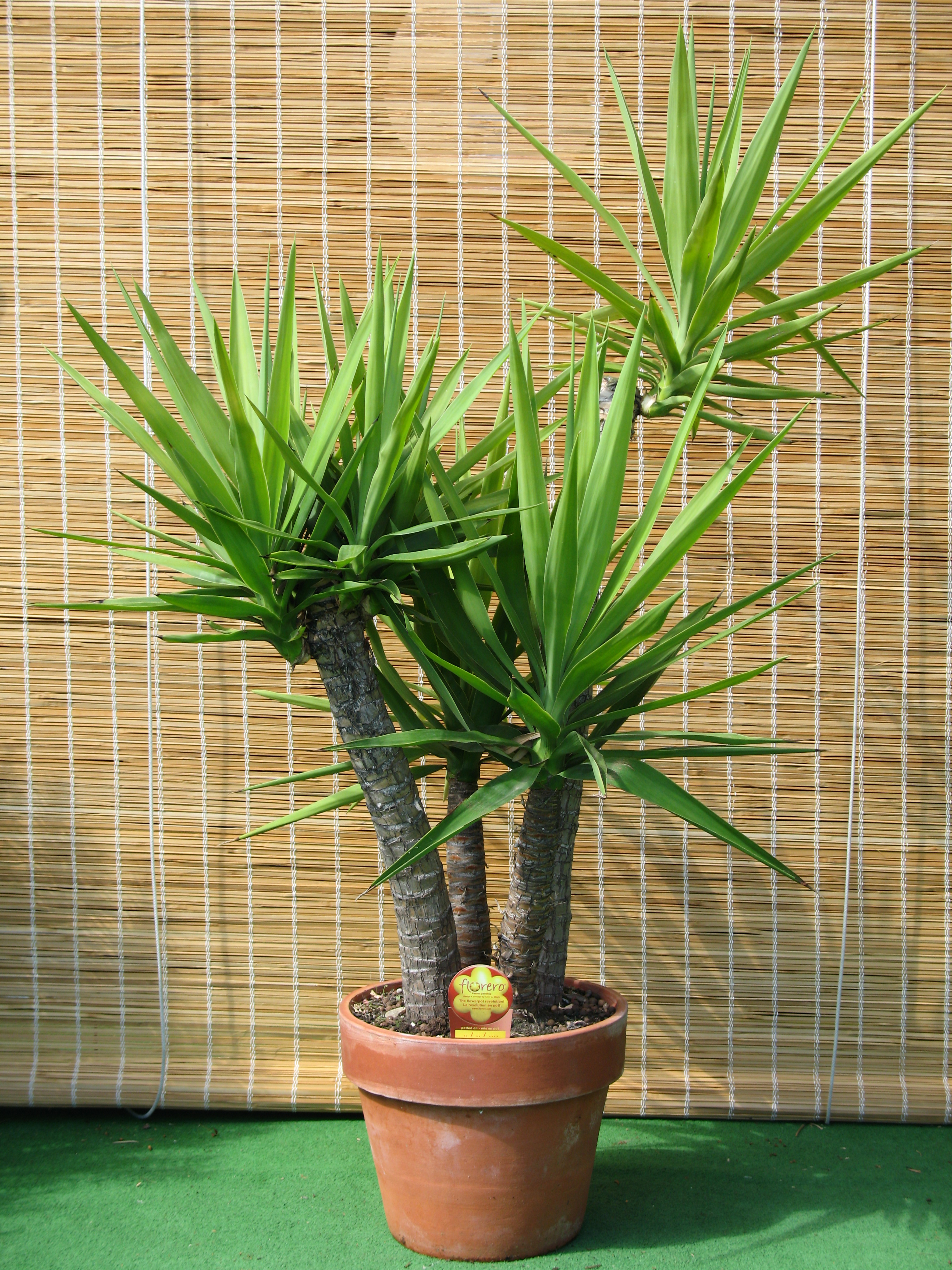
Yucca gloriosa en pot de terre-cuite.

La taille appropriée du pot est un facteur important à considérer: un pot trop grand occasionne des maladies des racines, en raison de l'excès d'humidité maintenu dans le substrat, alors qu'un pot trop petit limite généralement la croissance des plantes ; cependant certaines plantes comme les violettes africaines se développent bien à l'étroit. Généralement, une plante peut être conservée dans un même pot pendant environ deux ans. Plusieurs variétés de pots existent, mais on distingue généralement deux groupes: ceux faits de matériau poreux et ceux faits de matériau non poreux.
Les pots en matière poreuse sont habituellement d'argile, et sont fortement recommandés parce qu'ils permettent une meilleure aération, l'air pouvant pénétrer leur paroi.
Les pots en matière non poreuse comme les pots glacés, vitrifiés, ou en plastique tendent à garder l'humidité plus longtemps et à limiter le flux d'air.
Des orifices de drainage s'avèrent d'ailleurs nécessaires, pour libérer l'excès d'eau, qui autrement causerait la putréfaction des racines. Il faut laver soigneusement les pots qui ont servi pour en éliminer le plus possible les bactéries.

## Effet sur la pollution de l'air intérieur
Les plantes d'intérieur ont montré des capacités à réduire, grâce à leur métabolisme, la quantité des polluants présents dans l'air à l'intérieur des édifices grâce à la faculté de bioépuration. Toutefois, leur efficacité n'est pas suffisante pour obtenir une amélioration significative de la pollution intérieure, ne valant pas une aération. Le programme de recherche PHYTAIR, mené de 2004 à 2011 a clairement mis en évidence que les plantes vertes, quelles qu’elles soient, ne permettent pas d’assainir l’air du logement.

## Plantes d'intérieur communes

### Ombre
- Aspidistra

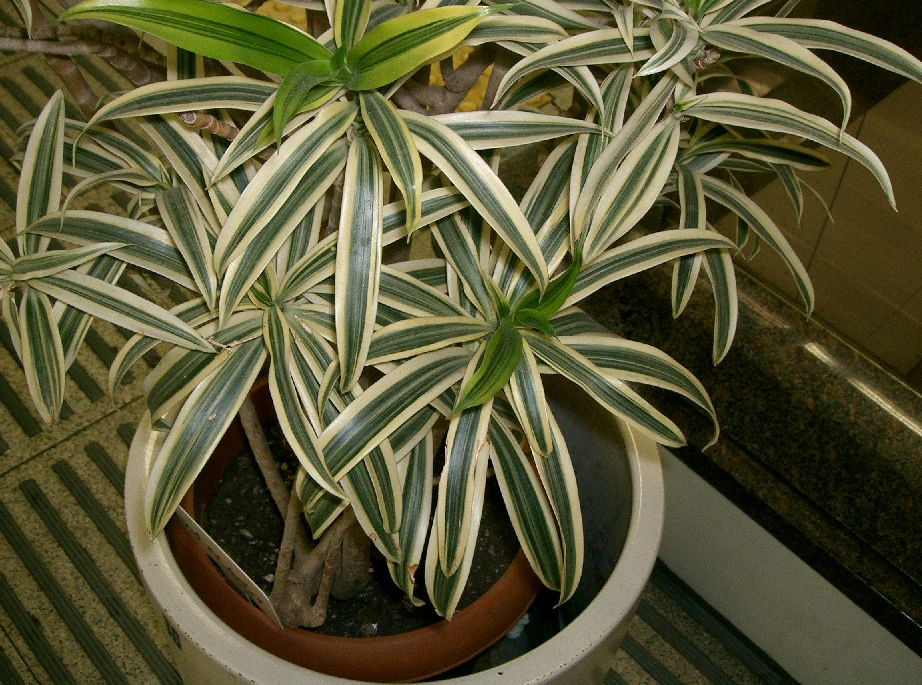
Dracaena reflexa.

- * Philodendron — Monstera deliciosa
- Chlorophytum comosum
- Schefflera aboricola
- Dracaena
- Philodendron
- Aglaonema commutatum
- Epipremnum
- Dieffenbachia
- Piléa — Pilea cadierei

### Mi-ombre

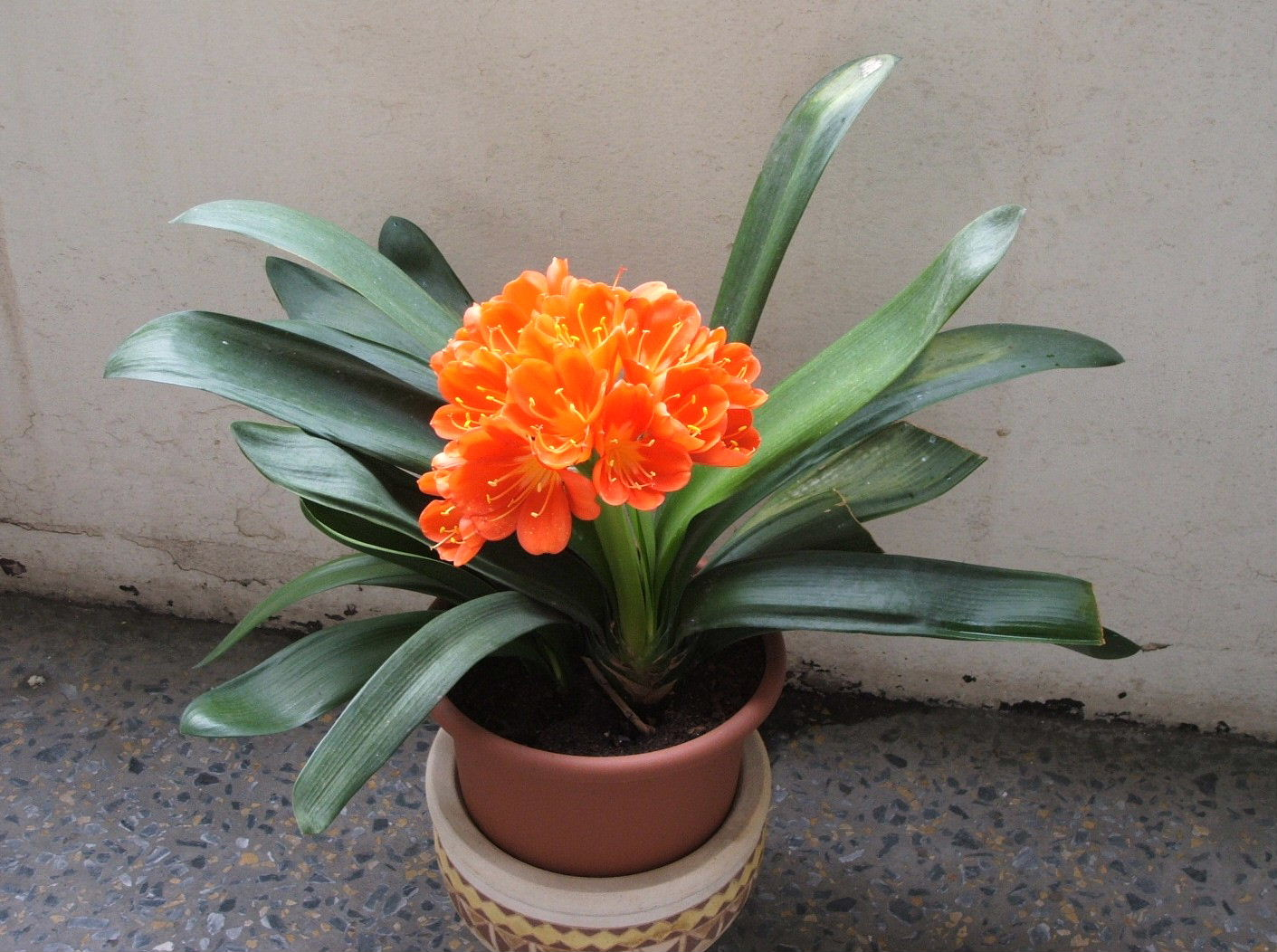
Klivie.

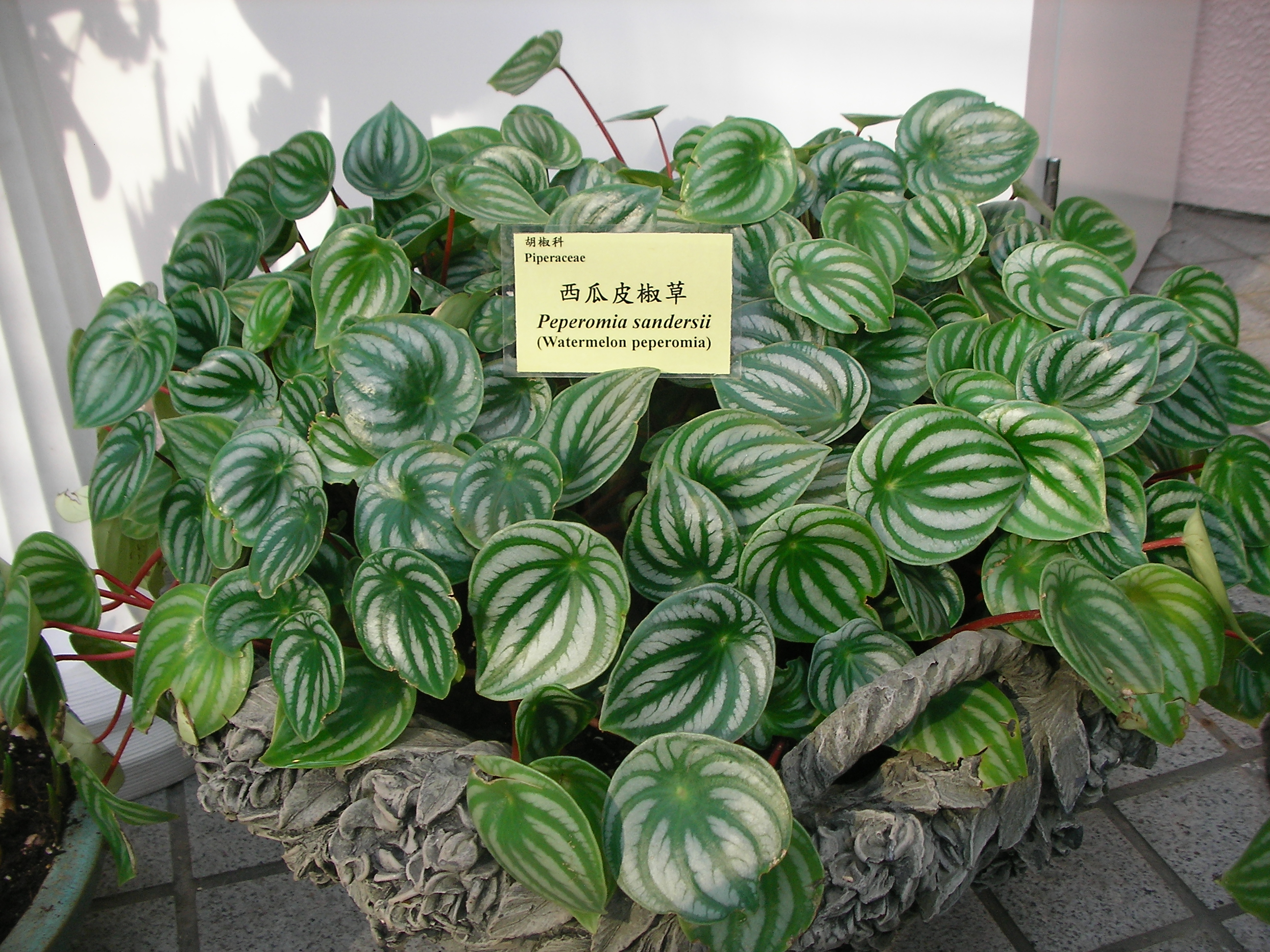
Peperomia sandersii.

- Zamioculcas
- Clivia miniata
- Yucca — Yucca elephantipes
- Lierre (Hedera helix)
- Anthurium
- Begonia
- Commélinacées
- Maranta — Maranta leuconeura
- Cissus
- Solenostemon scutellarioides
- Cordyline
- Chrysalidocarpus lutescens
- Zantedeschia
- Orchidées

### Soleil

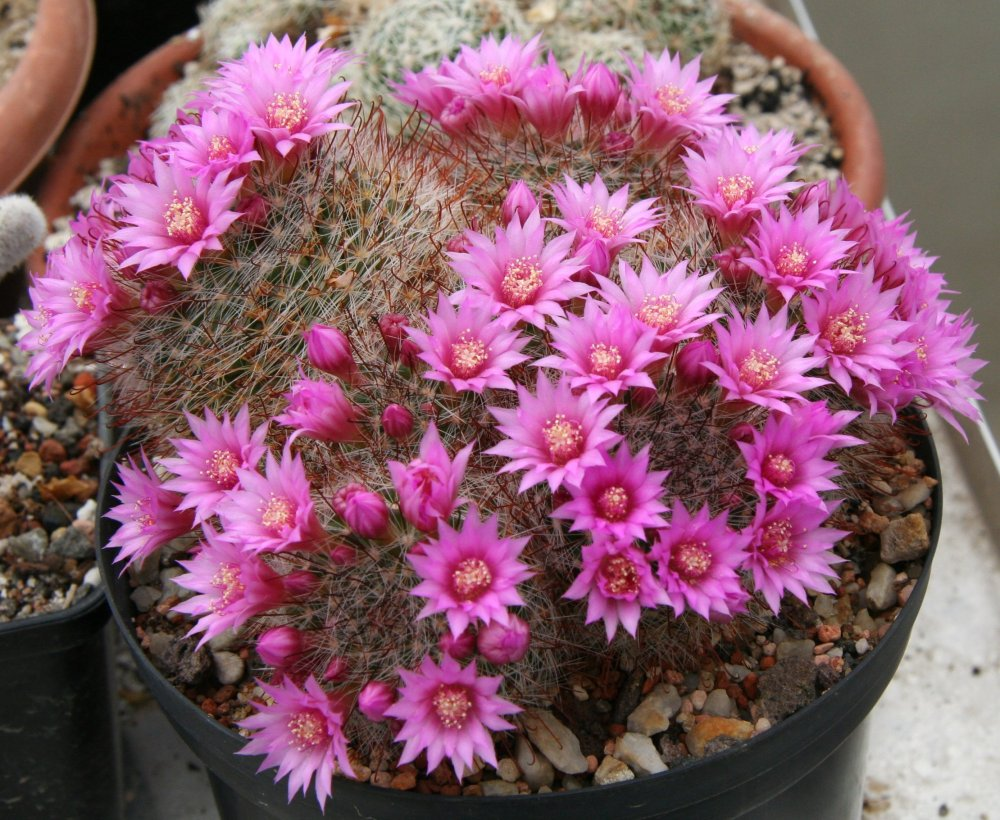
Mammillaria zeilmanniana.

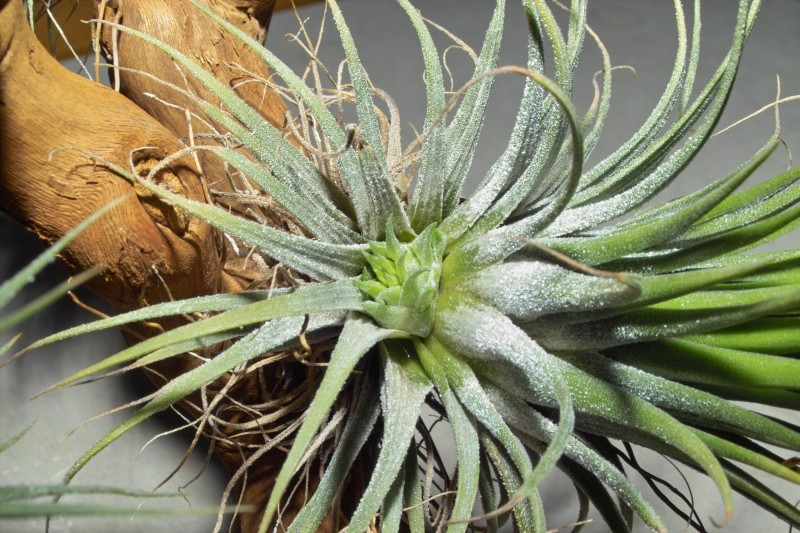
Tillandsia ionantha.

- Beaucarnea recurvata
- Ficus benjamina
- Caoutchouc (Ficus elastica)
- Broméliacées
- Codiaeum
- Caféier
- Papyrus — Cyperus papyrus
- Hibiscus
- Howea
- Saintpaulia ionantha
- Aloe Vera